# 夾竹桃
夾竹桃，又名洋夾竹桃或歐洲夾竹桃，是龙胆目夾竹桃科夹竹桃属的唯一一种，为常綠灌木或小喬木，原生于地中海盆地，因為莖部像竹，花朵像桃，因而為名，也是具觀賞價值的中草藥。北非古城沃呂比利斯就是以洋夾竹桃的舊拉丁文名而取名的。

## 分佈
夾竹桃出產自摩洛哥及葡萄牙以東至地中海地區及亞洲南部至中國的雲南。一般生長在乾涸的河床。

## 形態
本種可以生長至2-6米高，在直立的枝上向外展開。特徵為葉輪生，蓇葖果呈圓柱狀，種子很多，披褐色長毛。葉子成對或三塊一組，厚身及革質，呈深綠色，窄而呈尖槍狀，長5-21厘米，闊2.5-5厘米，邊緣平滑，味苦。花朵成束的在枝端長出，成聚繖花序，花期為4至9月，有白色、粉紅色或黃色，直徑2.5-5厘米，有一個五瓣的花冠。它們一般，但不是經常，會散發出甜香味。果實長而窄，有5-23厘米長，成熟時會爆開放出大量種子。
以往有香味的夾竹桃被分類成不同的品種N. odorum，但由於其特徵並不穩定，故以不再使用這個分類。
- 花
- 花
- 花
- 花與枝葉
- 小喬木
- 枝葉與花
- 花與苞
- 聚伞花序
- 聚伞花序

## 種植及使用

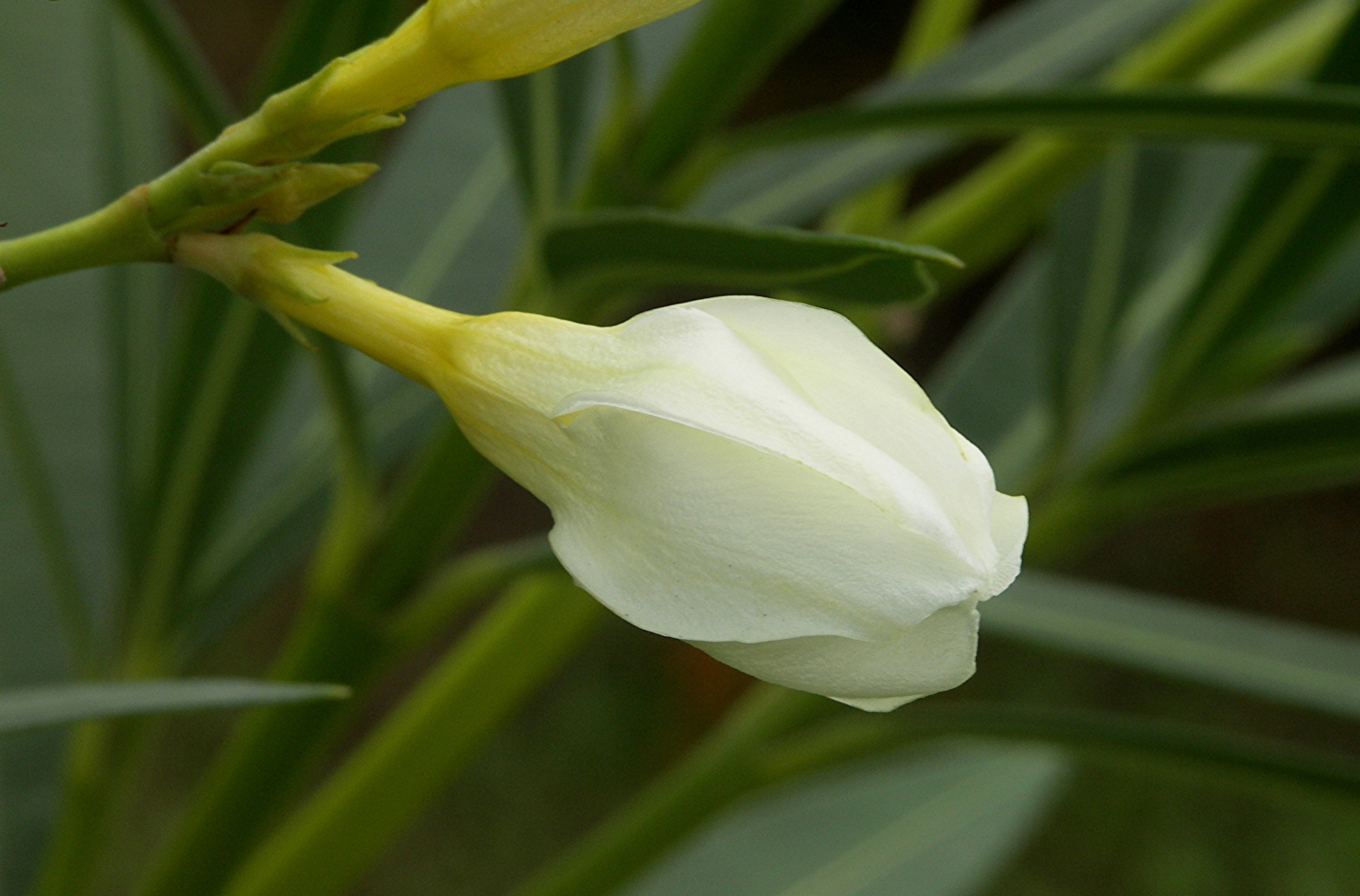
白花栽培品種的花蕾。

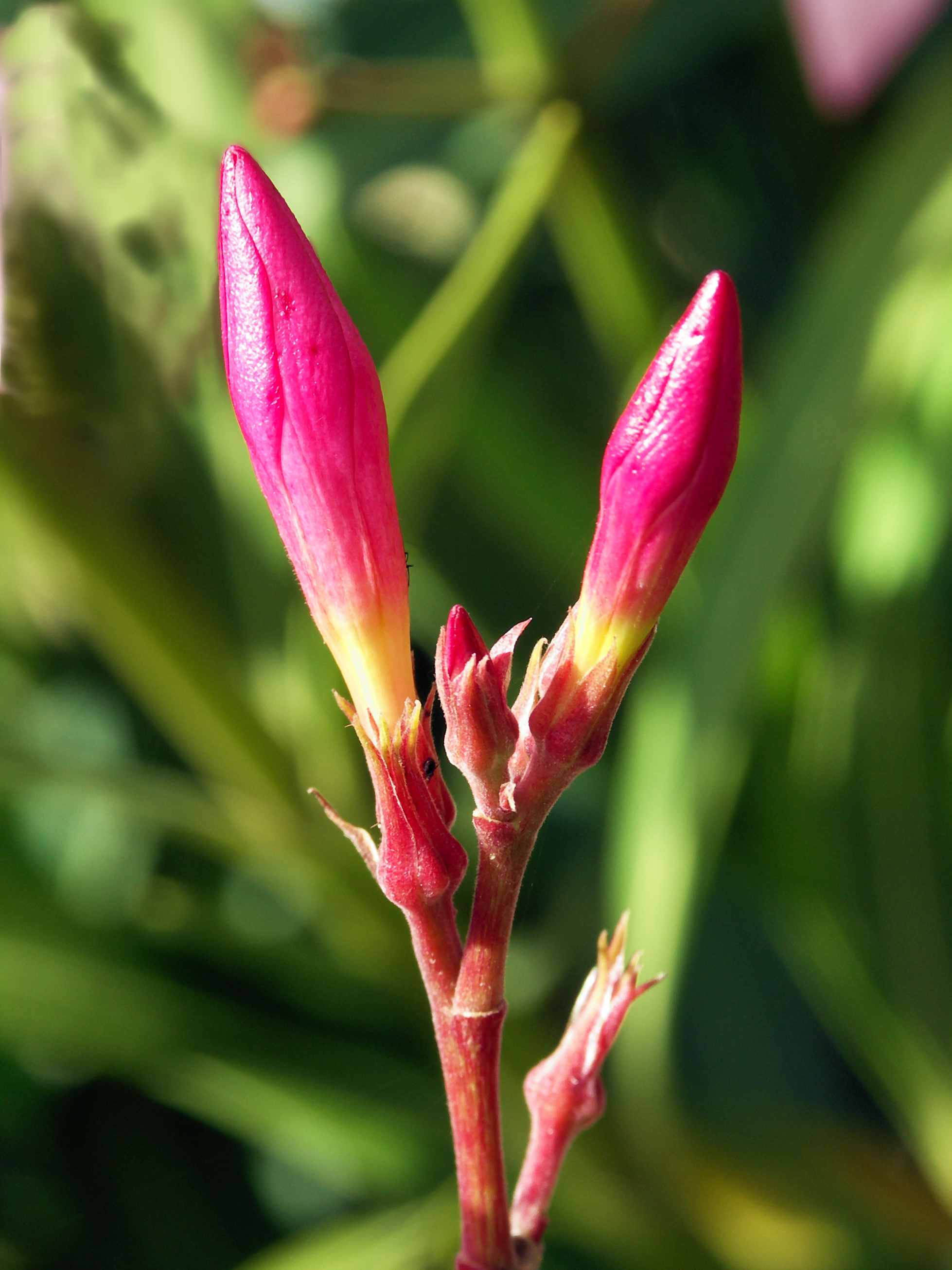
夾竹桃的花蕾。

夾竹桃適合在溫暖的亞熱帶地區生長，由於其花朵鮮艷及芬香，在這些地區廣泛被種植為觀賞植物。它們能抵禦乾旱的環境及間中低至-10℃的寒冷天氣。在寒冷地區的溫室中都可以種植夾竹桃。現時有超過400種栽培品種，有些花朵顏色是野生種所沒有的，如紅色、紫色及橙色。當中白色及粉紅色最為普遍。很多栽培品種都有重瓣花的。栽培幼株須提供足夠的空間，以避免與草爭奪養份。

## 毒性
夾竹桃含有劇毒，是最毒的植物之一，包含了多種毒素，有些甚至是致命的。它的毒性極高，曾有小量致命或差點致命的報告。當中最大量的毒素是強心甙類的歐夾竹桃甙及neriine。強心甙類是自然的植物或動物毒素，對心臟同時有正面或毒性的影響。在夾竹桃的各個部份都可以找到這些毒素，在樹葉中濃度最高，在皮膚上可以造成痲痺。科學家相信夾竹桃內仍有很多未知的有害物質。另外，夾竹桃樹皮上有rosagenin，可以造成像番木虌鹼的影響。整棵植物包括其樹液都帶有毒性，其他的部份亦會有不良影響。夾竹桃的毒性在枯乾後依然存在，焚燒夾竹桃所發生之煙霧亦有高度的毒性。些許或10-20塊葉子就能對成人造成不良影響，單一葉子就可以令嬰孩喪命。對於動物而言，致死量低至每公斤體重0.5毫克。大部份的動物對於夾竹桃都有不良或死亡的反應。
根據美國毒物控制中心聯合會毒物暴露監督系統（Toxic Exposure Surveillance System）的報告指出，美國於2002年就有847名夾竹桃中毒事件。在印度就有多宗以吃夾竹桃來自殺的個案。香港曾有因用夾竹桃枝在烹調食品或攪拌粥品而致死的案例。
台灣也曾經發生過有人以夾竹桃枝當筷子，吃下有毒汁液中毒案例。

### 中毒
攝取夾竹桃會產生腸胃及心臟問題。腸胃問題包括反胃及嘔吐、過度流涎、瞳孔顯著地放大、腹絞痛及痢疾，在馬則會產生馬疝痛。心臟問題包括脈搏降低及心率不正常，通常開始時心跳急速，其後心跳比正常慢，沒有特定的頻率。極端的情況會產生臉色蒼白及發冷。
另外，夾竹桃中毒後可能會影響中樞神經系統。症狀包括嗜睡、肌肉顫動、癲癇及昏迷以致死亡。夾竹桃樹液可以產生皮膚敏感、嚴重的眼睛發炎及帶有皮膚炎的過敏反應。

### 治療
對夾竹桃的中毒或反應很快會出現，所以對懷疑或確定夾竹桃中毒的人或動物須立即進行治療。扣喉及洗胃可以減低吸入毒素，木炭可以幫助吸收其餘的毒素。按照不同程度的中毒及症狀須接受不同的治療。
枯乾的夾竹桃仍然存有毒性。對動物如羊、馬及牛是有害的，只要100克就足以殺死成年的馬。馬匹中毒後的症狀包括嚴重的痢疾及心率不正常。夾竹桃中有多種毒素及次級化合物，故中毒後須特別的處理。由於在不同地方夾竹桃有不同的名字，故須要憑夾竹桃的特徵來辨別，而非其名字。特別要留意避免攝取夾竹桃的任何部份，包括樹液及枯乾的葉子或樹枝。不要用以夾竹桃的枝子來叉食物。很多夾竹桃的近親，如東非的天宝花，都有帶有相同毒性及相似的葉子及花朵。

### 樹幹油脂
一些表面健康的夾竹桃在生病後會在樹幹及根上分泌一種油脂。油脂的多少會因應夾竹桃灌木的大小而定，並會飽和周邊的土壤。這種油脂呈淺褐色及有腐臭味，而其毒性並不清楚。

## 醫藥用途

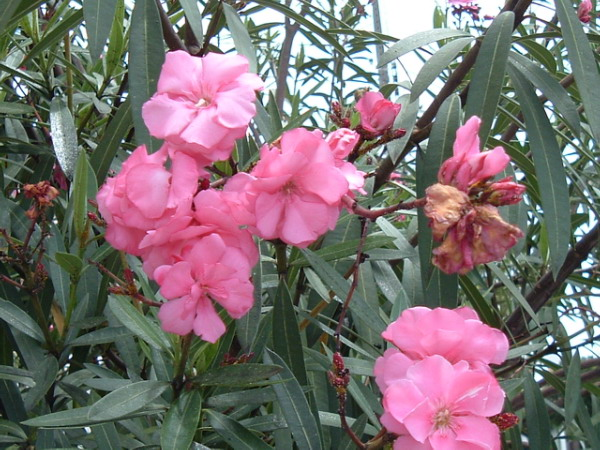
夾竹桃的花朵。

老普林尼在他的於77年所著的《博物志》中指夾竹桃雖然有毒性，但若與芸香用酒一同服用，可以治療被蛇咬的情況。除此之外，坊間亦有很多不同的意見指夾竹桃有醫藥療效，但大都沒有得到證實。

## 延伸阅读
[在维基数据编辑]
 《植物名實圖考·夾竹桃》，出自吳其濬《植物名實圖考》

## 外部連結
- 维基共享资源上的相關多媒體資源：夾竹桃
- 夾竹桃（页面存档备份，存于）
- Information on Oleander toxicity, International Oleander Society
- Plants Poisonous to Livestock and Pets, Cooperative Extension Service, Purdue University
- Snopes, Legend of Oleander-poisoning at Campfire
- 夾竹桃 Jiazhutao （页面存档备份，存于） 藥用植物圖像資料庫 (香港浸會大學中醫藥學院) （繁體中文）（英文）